# John Pritchard
John Michael Pritchard, född 5 februari 1921 i London, död 5 december 1989 i Daly City, Kalifornien, var en brittisk dirigent.

## Biografi
Pritchard föddes i en musikalisk familj. Hans far, Albert Edward Pritchard, var violinist i London Symphony Orchestra. Som ung studerade han violin, piano och dirigering i Italien.
Han var vapenvägrare och vägrade att tjänstgöra i andra världskriget, men var registrerad som olämplig på medicinska grunder. År 1943 tog han över den halvprofessionella stråkorkestern i Derby och var dess chefsdirigent till 1951. Han anslöt sig till musikpersonalen vid Glyndebourne Festival Opera 1947 och utsågs 1949 till körmästare. Han förblev sedan verksam i Glyndebourne under större delen av sin karriär, som dirigent, musikalisk rådgivare från 1963, chefsdirigent från 1968 och musikalisk ledare åren 1969-78.
Vid sidan av Glyndebourne, dök Pritchard upp med Royal Philharmonic Orchestra, vid Edinburgh 1952 som ersättare för Ernest Ansermet. Han gjorde sin debut på Royal Opera House 1951 och vid Wiener Staatsoper 1952. Han medverkade också regelbundet med Wiens symfoniorkester under åren 1953-55.
För Glyndebourne dirigerade han under denna period Mozarts Idomeneo och Richard Strauss' Ariadne auf Naxos på Edinburghs festivaler 1953 och 1954 och Rossinis Askungen på Berlinfestivalen, en föreställning som av Dictionary of National Biography beskrivs som "en triumf".
År 1957 blev Pritchard utsedd till chefsdirigent för Royal Liverpool Philharmonic där han lanserade Musica Viva-serien för att visa upp samtida musik. Hans framgång i Liverpool ledde till hans utnämning som musikalisk ledare för London Philharmonic Orchestra åren 1962-66. Efter att ha lämnat LPO, dirigerade han som freelance konserter i Berlin, Leipzig, Dresden, Philadelphia och i Fjärran Östern, och opera i Buenos Aires, Chicago, San Francisco, New York, Salzburg, Florens, och München. År 1973 dirigerade han London Philharmonic Orchestra i Kina vid det första besöket där av en västerländsk orkester.
Pitchards senare fasta tjänster var som chefsdirigent för BBC Symphony Orchestra 1982-89 och musikalisk ledare för Kölnoperan 1978, La Monnaie i Bryssel 1981 och San Francisco Opera 1986. Vid tiden för sin död förberedde han Wagners Ringen-cykel för San Francisco.

## Hedersbetygelser
Pritchard utsågs till kommendör av Order of the British Empire (CBE) 1962 och adlades 1983. Det prestigefyllda Shakespeare Prize (Hamburg) tilldelades honom 1975.